# Urmein
Urmein (en romanche Urmagn) es una comuna suiza del cantón de los Grisones, situada en la región de Viamala. Limita al norte con la comuna de Flerden, al este con Masein y Thusis, al sur con Lohn, y al oeste con Tschappina.